# Caty Torta
Caty Torta (Torino, 6 giugno 1920 – Torino, 20 giugno 2014) è stata una pittrice italiana.

## Biografia
Nata in una famiglia borghese, Impara a ricamare ed a suonare il pianoforte e a cinque anni inizia a disegnare e dipingere. Dopo aver frequentato lo studio di Tullio Alemanni e contemporaneamente aver conseguito il diploma di scuola superiore, frequenta l'Accademia Albertina e successivamente la scuola di Felice Casorati che non ha più abbandonato fino alla morte del maestro.
A metà degli anni cinquanta ha completato la sua formazione artistica a Parigi alternando numerosi soggiorni nella capitale francese e frequentando l’Accademia della Grande Chaumière.
Nel luglio 1956 viene invitata al Festival dell’Arte al Museo de L'Aia e nel 1958 ancora a Parigi è insignita del Diplome D’Honneur della Confédération Francais de L’Art Libre. Sempre nello stesso anno il Museo Civico d’Arte Moderna di Torino ha acquisito una sua opera.
È di questi anni ('60-'70) un rappresentativo carteggio con la storica dell’arte Anna Maria Brizio che la incoraggia autorevolmente nel suo cammino invitandola a divulgare di più le sue opere.
Le sue opere figurano in numerose collezioni e musei in Italia ed all'estero ed in particolare in quella della Fondazione San Paolo. È stata socia per molti anni del “Circolo degli Artisti” e della “Promotrice delle Belle Arti” di Torino.

## Esposizioni

### Mostre principali
- 1955 Prat, Torta, Brondi, ” Europa Giovane” Torino. Presentazione di Caty Torta di Angelo Dragone. “Galleria Girodo”, Ivrea.[1]
- 1956 L.Rondelli, Caty Torta, ” Galleria Spotorno”, Milano. Presentazione di Felice Casorati.[1]
- 1976 “Galleria la Prua”, Varazze.
- 1976 “Galleria Doria”, Palazzo della Giunta Comunale, Torino.[4][5]
- 1984 ” Galleria Civica di Chieri”, ” Omaggio a Felice Casorati”. Assessorato alla Cultura Città di Chieri.[6]
- 1996 ” Piemonte Artistico e Culturale” Torino. Regione Piemonte ed Assessorato alla Cultura di Torino.
- 2013 “Ci vuole un po' di coraggio”, Palazzo Grosso, Riva presso Chieri.[7][8]
- 2016 "...la matura libertà del gesto", Palazzo Barolo, Torino.[9]

### Principali collettive e riconoscimenti
- 1952/1965 Salon International des Beaux Arts de la Ville de Paris.
- 1954/2005 presente alle rassegne annuali e quadriennali della Società Promotrice delle Belle Arti Torino.[10]
- 1956 “Festival d'Arte  al Museo de L'Aja, Olanda.
- 1957 Collettiva alla “Galleria Spotorno, Milano.
- 1957 Mostra Arte Sacra, “Angelicum”, Milano.
- 1957 Mostra alla “Galleria Cino Del Duca”, Parigi.
- 1957 Mostra “Le Chien”, ” Galleria dell'Odeon”, Parigi.
- 1963-1973 Mostre dell'Istituto Bancario San Paolo, Torino.
- 1966 Le viene assegnata la “Navetta d'Oro” per l'opera “Battello Affondato “, alla Mostra di pittura ” Navetta d'Oro”, Sala ex combattenti del Municipio, Chieri.[11]
- 1972 Cento Artisti per il Gruppo “Abele”, Istituto  Bancario San Paolo, Torino.
- 1987 Incontri d'Arte dei soci della Promotrice, Palazzina al Valentino, Torino.[12]
- 1990 Rassegna “Testimonianze”: 12 artisti dell'area chierese dal 1972 al 1989, patrocinio del “Corriere di Chieri”, “Galleria il Quadrato”, Chieri.